# ارتور فلبس

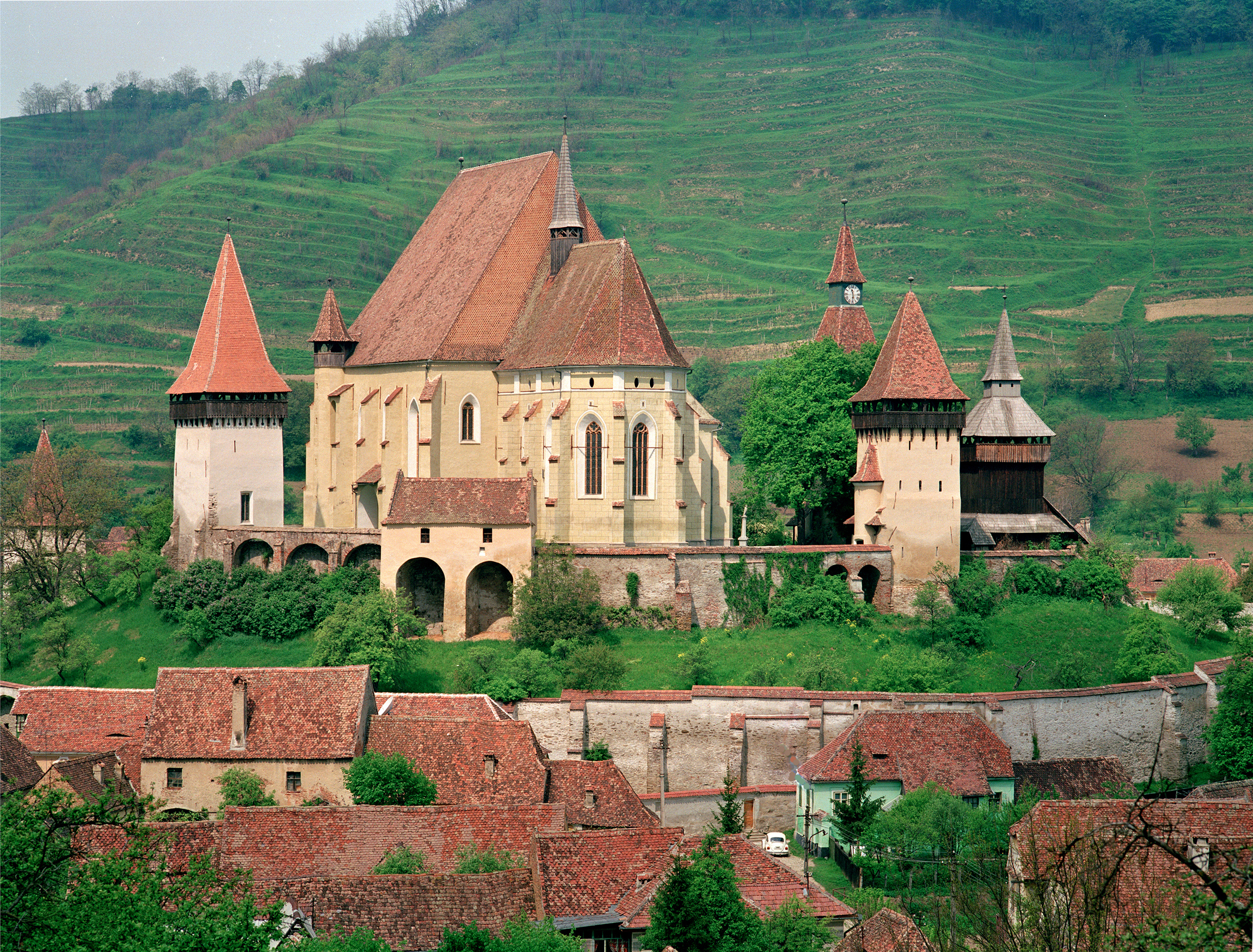
القرية التي ولد فيه أرتور فليبس.

أرتور فليبس (بالألمانية:Artur Phelps) واسمه الكامل : أرتور غوستاف مارتن فليبس، من مواليد 29 نوفمبر 1881م، وقتل بتاريخ 21 سبتمبر 1944م، هو أحد قادة الكبار في الرايخ الثالث ، وهو نمساوي الجنسية من العرق المجري، خاض حروبا في الحرب العالمية الأولى والحرب العالمية الثانية، وكان فريق ركن في القوات الألمانية في الجبهة الشرقية من القارة الأوروبية.

## وصلات خارجية
- الموقع باللغة الألمانية تتحدث عن سيرة أرتور فليبس